# Paul Wessel
Paul Wessel (Plauen, 1904. április 9. – Berlin, 1967. január 20.) német politikus, a Demokratikus Szocializmus Pártja Központi Bizottságának Politikai Bizottságának titkárságának tagja volt az NDK-ban.